# Città metropolitana di Sassari
La città metropolitana di Sassari (Ziddai metroporitana di Sàssari o Tziddai metroporitana di Sàssari in sassarese; Tzitade metropolitana de Tàtari in sardo) è una città metropolitana italiana della Sardegna di 316 821 abitanti, con capoluogo la città di Sassari. È la città metropolitana meno popolosa d'Italia, risultando il 66º ente di secondo livello per popolazione.
È situata nella parte nord-occidentale della Sardegna, si affaccia a ovest e a nord sul Mar di Sardegna, a est confina con la provincia della Gallura Nord-Est Sardegna e a sud con le province di Nuoro e Oristano.
È stata istituita il 16 aprile 2021 ed è divenuta operativa il 1º aprile 2025. Estende la sua giurisdizione ai 66 comuni componenti la provincia di Sassari nella configurazione avuta tra il 2005 e il 2016.

## Geografia fisica
La città metropolitana di Sassari ha una superficie complessiva di 4.285 km² risultando la seconda provincia della Sardegna per dimensione dopo la città metropolitana di Cagliari. Si estende nella parte nord-occidentale della Sardegna e comprende un territorio eterogeneo che si articola tra aree costiere, altopiani, colline interne e modesti rilievi montuosi.

### Geologia
Dal punto di vista geologico il territorio è caratterizzato da una notevole varietà geologica, risultato di una complessa storia evolutiva che ha avuto inizio nel Paleozoico, oltre 500 milioni di anni fa. Questa regione fa parte del cosiddetto "basamento sardo-corso", un'unità geologica condivisa con la Corsica, costituita principalmente da rocce metamorfiche e intrusive.
Nella parte settentrionale, in particolare nell'Anglona, affiorano estese masse granitiche appartenenti al batolite sardo-corso, formatesi durante l'orogenesi ercinica nel Carbonifero superiore e nel Permiano inferiore. Queste intrusioni magmatiche sono composte prevalentemente da granitoidi di composizione calco-alcalina.
A sud e a ovest di queste aree, si estende una zona a falde caratterizzata da una complessa serie di sovrascorrimenti e piegamenti, con rocce metamorfiche di grado variabile. in particolare, nella Nurra e nel Goceano, sono presenti affioramenti di scisti e metarenarie, derivanti da sedimenti marini depositatisi tra il Cambriano e il Carbonifero inferiore, successivamente metamorfosati durante l'orogenesi ercinica.
Il territorio è inoltre attraversato dalla linea Posada-Asinara, una struttura tettonica di rilevanza regionale che separa unità geologiche con differenti storie evolutive. A nord della linea, le rocce mostrano un metamorfismo di grado più elevato, mentre a sud prevalgono strutture meno deformate.
Nel Cenozoico, l'area ha subito ulteriori modificazioni a causa di processi di distensione crostale e attività vulcanica, che hanno portato alla formazione di altopiani basaltici, come quelli presenti nel Logudoro e nel Monte Acuto. Questi eventi hanno contribuito a modellare l'attuale morfologia del territorio, caratterizzata da una combinazione di rilievi montuosi, colline e pianure.

### Orografia
Il territorio della città metropolitana di Sassari presenta una morfologia diversificata, che comprende rilievi montuosi di modesta elevazione, estese aree collinari e ampie pianure litoranee e interne.
Le principali formazioni montuose si trovano nella parte orientale del territorio metropolitano, al confine tra la Barbagia e il Goceano. Tra i rilievi più significativi si segnalano il Monte Rasu (1259 m), la vetta più elevata del territorio, situata all'interno del complesso Monte Acuto, punta Masiennera (1158 m) e monte Paidorzu (1002 m), entrambi nella catena montuosa del Goceano, e il Monte Lerno (1094 m) di Pattada. Questi rilievi costituiscono una naturale barriera climatica tra l'interno montuoso e le pianure occidentali.
Le colline occupano una porzione significativa della città metropolitana, soprattutto nella regione storica del Logudoro, caratterizzata da altopiani di origine vulcanica (con predominanza di basalti) e da formazioni sedimentarie più antiche. Queste aree collinari sono spesso intervallate da valle fluviali e depressioni, utilizzate per l'agricoltura e l'allevamento. Particolarmente articolata è la morfologia dell'Anglona, dove si alternano dorsali collinari argillose e calcarenitiche, soggette a fenomeni di erosione e frane.
Le pianure principali si trovano lungo la costa e nelle aree interne occidentali. La più estesa è la Nurra, un'ampia pianura alluvionale e sedimentaria delimitata a nord dal golfo dell'Asinara e a sud dai rilievi del Sassarese. Un tempo paludosa, la Nurra è stata oggetto di opere di bonifica durante il XX secolo, ed è oggi un'importante zona agricola e pastorale. Altre aree pianeggianti di minori dimensioni si trovano presso le foci dei principali corsi d'acqua, come il Coghinas, e lungo i corsi d'acqua stessi, come il Temo e il Tirso, dove si sono sviluppate pianure fluviali e depositi alluvionali recenti.

### Idrografia

#### Fiumi
Il territorio della Città Metropolitana di Sassari è attraversato da una rete idrografica complessa, costituita da numerosi bacini fluviali che si distribuiscono in modo eterogeneo tra le varie subregioni.
Il fiume Coghinas, principale corso d’acqua della Sardegna settentrionale, origina un ampio bacino idrografico che irrora una vasta porzione della fascia centro-orientale del territorio metropolitano. Il bacino è alimentato da numerosi affluenti, tra cui si segnalano il Riu Altana, il Riu Su Rizzolu, il Riu Mannu, il Riu Mannu di Berchidda, il Riu Mannu di Oschiri e il Riu di Berchidda, che ne costituiscono l’ossatura idrografica principale.
I bacini della costa di Sorso interessano il settore settentrionale del territorio metropolitano. In quest’area spicca il fiume Silis, che scorre nella piana compresa tra Sorso, Sennori e Valledoria, e rappresenta uno dei principali corsi d’acqua della fascia costiera settentrionale.
Il Riu Mannu di Porto Torres, con il suo principale affluente Riu Mascari e una rete di corsi secondari, drena le acque della porzione nord-occidentale del territorio, in un'area con forti pressioni antropiche e industriali legate al polo portotorrese.
Il bacino del Riu Barca si sviluppa nella fascia occidentale del territorio metropolitano, in particolare nei dintorni di Alghero. Al sistema appartengono i corsi d’acqua affluenti Riu Serra, Riu Cuga, Riu de Iscala Mala e Riu Su Mattone. Le acque di questo bacino convergono nello stagno di Calich, che si apre successivamente nella rada di Alghero.
Per quanto riguarda la parte meridionale del territorio possiamo considerare due bacini idrici. Il bacino del fiume Temo irrora la parte sud-occidentale della città metropolitana, prima di proseguire il proprio corso verso sud e sfociare nel Mar di Sardegna all’altezza del comune di Bosa, in Provincia di Oristano. Il bacino del fiume Tirso, invece, interessa marginalmente il territorio, solcando con il corso principale e alcuni affluenti l’entroterra montuoso della regione del Goceano, ai confini sud-orientali del territorio.
Infine, la penisola di Stintino è attraversata da corsi d’acqua minori e di carattere stagionale, che pur privi di una portata significativa, contribuiscono al bilancio idrico locale e all’alimentazione di alcuni stagni costieri.

#### Laghi
Nel territorio si contano sei laghi principali, di cui uno solo naturale. L'unico lago naturale è il lago di Baratz, situato nel comune di Sassari, noto per essere l'unico lago naturale in tutta la Sardegna. Di modeste dimensioni, è alimentato da acque meteoriche e sorgive, ed è inserito in un'area di rilevanza ambientale e paesaggistica.
Tra i bacini artificiali spicca il lago del Coghinas, uno dei maggiori dell'isola per superficie e capacità d'invaso, fondamentale per l'approvvigionamento idrico e irriguo del nord Sardegna; questo è condiviso con la provincia della Gallura Nord-Est Sardegna. Seguono per importanza il lago Bidighinzu, nel territorio di Bessude, e il lago del Cuga, nei pressi di Uri, entrambi formatisi a seguito dello sbarramento dei fiumi omonimi. Il lago di Surigheddu, nel comune di Alghero, formatosi dallo sbarramento del rio Quidongias. Il lago dell'Alto Temo, creato dallo sbarramento del fiume omonimo, è situato in territorio di Monteleone Rocca Doria ed è utilizzato principalmente per scopi irrigui e potabili.
Oltre a questi, sono presenti diversi piccoli laghetti artificiali distribuiti in ambito collinare, utilizzati nel settore agricolo o pastorale.

#### Stagni e lagune
Il territorio ospita numerosi ambienti umidi costieri, tra cui stagni e lagune, distribuiti principalmente lungo le fasce litoranee settentrionale e occidentale. Questi ecosistemi, prevalentemente salmastri, rivestono un’importanza ecologica significativa per la biodiversità, in particolare per l’avifauna migratoria, e sono spesso inclusi in aree soggette a tutela ambientale.
Lungo la costa settentrionale si trovano lo stagno di Platamona, nel comune di Sorso, lo stagno di Pilo, in territorio di Sassari, lo stagno delle Saline e lo stagno di Casaraccio, entrambi ricadenti nel comune di Stintino. Questi bacini si sviluppano in corrispondenza di retrospiagge sabbiose o depressioni costiere e costituiscono elementi caratteristici del paesaggio litoraneo, oltre a svolgere un ruolo rilevante nel mantenimento degli equilibri idrogeologici locali.
Sul versante occidentale, nel comune di Alghero, si trova invece lo stagno di Calich, separato dal mare da un sottile cordone sabbioso e collegato ad esso tramite un canale artificiale. È uno degli stagni costieri più estesi del nord-ovest della Sardegna e rientra in un contesto ambientale di elevato valore naturalistico, ai margini del Parco naturale regionale di Porto Conte.
Ulteriori zone umide minori si trovano lungo la costa della Nurra, spesso in prossimità delle foci fluviali.

### Costa
La città metropolitana di Sassari si affaccia a nord sul Golfo dell'Asinara e a ovest sul Mar di Sardegna. Il litorale si estende per oltre 200 km, presentando una notevole varietà morfologica che alterna tratti di costa alta e rocciosa a lunghe spiagge sabbiose.
La costa occidentale si estende da Capo Falcone, presso Stintino, fino ai confini con il territorio della provincia di Oristano nei pressi della spiaggia di Porto Tangone. Questo tratto costiero è dominato da falesie rocciose, spesso alte e frastagliate, con affioramenti di origine calcarea e scistosa, tipici dei promontori di Capo Caccia e dell’Argentiera. In questo contesto prevalgono ambienti naturali modellati da intensi fenomeni erosivi, con la presenza di grotte marine e pareti a strapiombo.
Un settore particolarmente rilevante è la rada di Alghero, ampia insenatura naturale compresa tra Capo Caccia e Capo Marrargiu, che coincide all'incirca con la cosiddetta Riviera del Corallo. Quest'ultima prende il nome dalla storica presenza del corallo rosso e si distingue per il suo elevato valore paesaggistico, ambientale e turistico. Nei pressi di Alghero, Fertilia e lungo il litorale dell'insenatura di Porto Conte, ad alcune scogliere calcaree si intervallano tratti sabbiosi di modesta lunghezza. La spiaggia di Porto Ferro rappresenta una delle poche spiagge di ampie dimensioni presenti lungo questo versante, con caratteristiche morfologiche più simili ai litorali sabbiosi del nord dell’isola.
La costa settentrionale si estende da Capo Falcone fino ai confini orientali della città metropolitana con la provincia della Gallura. In questo tratto, la morfologia costiera alterna ambienti sabbiosi a tratti rocciosi, con una predominanza di litorali bassi e sabbiosi nel segmento compreso tra Stintino e Punta Tramontana (a ovest di Castelsardo). Qui si sviluppano dune e retrospiagge di interesse ambientale, in prossimità di zone umide e lagunari. In questo tratto si trovano le note spiagge di Platamona e Marina di Sorso.
Procedendo verso est, a partire da Punta Tramontana fino a La Ciaccia (a est di Calstelsardo), la costa assume caratteristiche più rocciose e articolate. Infine, nei pressi del comune di Valledoria, il litorale torna a presentarsi basso e sabbioso, chiudendo il tratto settentrionale con un paesaggio costiero pianeggiante.

### Isole
Nel territorio della Città Metropolitana di Sassari, l’isola di maggior rilievo è senza dubbio l’Asinara, situata all’estremità nord-occidentale della Sardegna. Con un’estensione di circa 51 km², si presenta come un’isola di origine granitica e morfologia montuosa, oggi integralmente inserita all’interno del Parco Nazionale dell’Asinara, istituito per tutelarne l’alto valore ambientale e naturalistico.
Oltre all’Asinara, il territorio comprende una serie di isole minori e affioramenti rocciosi, distribuiti lungo le coste nord-occidentali e settentrionali, che arricchiscono il paesaggio costiero per valore ecologico, morfologico e storico.
Tra queste, nei pressi del promontorio di Capo Caccia, si trovano l’isola di Foradada, nota per la sua conformazione carsica e per la vicinanza alla celebre Grotta di Nettuno, e l’isola Plana, piccolo affioramento calcareo collocato in un contesto di alto pregio ambientale all’interno del Parco Naturale Regionale di Porto Conte. Più a nord, nei pressi di Lampianu, si segnala la presenza della cosiddetta isola sommersa di Furana, una formazione rocciosa che affiora parzialmente solo in condizioni di bassa marea.
Spostandosi verso l’area di Stintino, si incontra l’isola dei Porri, un isolotto disabitato dalla forma trapezoidale e dai fianchi scoscesi, immerso in un ambiente naturale intatto e selvaggio. Tra Capo Falcone e l’Asinara si collocano due ulteriori elementi insulari di rilievo: l’isola Piana, caratterizzata dalla presenza della Torre della Finanza, e l’isola della Pelosa, celebre per l’omonima torre aragonese e per le acque cristalline che la circondano, uno dei paesaggi marini più iconici della Sardegna settentrionale.
Infine, nelle acque nord-occidentali del territorio si erge anche lo Scoglio Businco, un piccolo affioramento roccioso nel Mar di Sardegna, privo di vegetazione ma significativo per l’eterogeneità geomorfologica della costa.

### Clima
Il clima della città metropolitana di Sassari è tipicamente mediterraneo, con estati calde e secche e inverni miti e moderatamente piovosi. Le caratteristiche climatiche variano leggermente in relazione alla morfologia del territorio, che comprende aree costiere, colline interne e altopiani.
Nelle zone costiere, in particolare lungo i litorali nord-occidentale e settentrionale, il clima è influenzato dalla vicinanza del mare, che mitiga le escursioni termiche. Le temperature estive possono superare i 30 °C, ma sono generalmente temperate dalle brezze marine, mentre in inverno difficilmente scendono al di sotto dei 5 °C. Le precipitazioni risultano distribuite prevalentemente tra l'autunno e la primavera, con picchi nei mesi di novembre e dicembre.
Nell'entroterra, in particolare nei settori collinari e submontani come quelli del Meilogu, del Coros e dell’Anglona, il clima assume connotazioni leggermente più continentali. Le escursioni termiche diurne sono più accentuate e le temperature invernali possono occasionalmente avvicinarsi allo zero, con possibili gelate nei mesi più freddi. Le estati sono calde e secche, talvolta caratterizzate da ondate di calore.
Le precipitazioni medie annue si aggirano tra i 500 e gli 800 mm, con valori più elevati nelle aree interne collinari e montuose e più contenuti lungo le fasce costiere settentrionali. L’aridità estiva è una costante climatica del territorio, con lunghi periodi asciutti tra giugno e settembre.
L’insolazione è elevata per gran parte dell’anno, con oltre 2.500 ore di sole annuali, contribuendo a creare condizioni favorevoli per l’agricoltura mediterranea e il turismo balneare. La presenza di venti, in particolare il maestrale, è frequente nei mesi invernali e primaverili, soprattutto lungo i versanti esposti a nord-ovest.

## Amministrazione

### Sindaci metropolitani
| # | Sindaco metropolitano | Mandato        | Mandato   | Partito | Carica                       | Note                      |
| # | Sindaco metropolitano | Inizio         | Fine      | Partito | Carica                       | Note                      |
| - | --------------------- | -------------- | --------- | ------- | ---------------------------- | ------------------------- |
| - | Gavino Arru           | 1° aprile 2025 | in carica | -       | Amministratore straordinario | [ 8 ] [ 9 ] [ 10 ] [ 11 ] |

## Comuni
I comuni facenti parte della città metropolitana di Sassari sono i seguenti: Alghero, Anela, Ardara, Banari, Benetutti, Bessude, Bonnanaro, Bono, Bonorva, Borutta, Bottidda, Bultei, Bulzi, Burgos, Cargeghe, Castelsardo, Cheremule, Chiaramonti, Codrongianos, Cossoine, Erula, Esporlatu, Florinas, Giave, Illorai, Ittireddu, Ittiri, Laerru, Mara, Martis, Monteleone Rocca Doria, Mores, Muros, Nughedu San Nicolò, Nule, Nulvi, Olmedo, Osilo, Ossi, Ozieri, Padria, Pattada, Perfugas, Ploaghe, Porto Torres, Pozzomaggiore, Putifigari, Romana, Santa Maria Coghinas, Sassari, Sedini, Semestene, Sennori, Siligo, Sorso, Stintino, Tergu, Thiesi, Tissi, Torralba, Tula, Uri, Usini, Valledoria, Viddalba e Villanova Monteleone.